# Pseudorhaphitoma transitans
Pseudorhaphitoma transitans é uma espécie de gastrópode do gênero Pseudorhaphitoma, pertencente a família Mangeliidae.